# Caroline Schermerhorn Astor
Caroline Webster „Lina” Schermerhorn Astor (22. září 1830 New York – 30. říjen 1908 New York) byla americká prominentka z vyšší společnosti, která vedla skupinu tzv. Four Hundred (Čtyř set) během období Pozlaceného věku v New Yorku. V pozdějším období jejího života byla nazývána „the Mrs. Astor”, nebo jednoduše „Mrs. Astor”. Byla manželkou obchodníka, chovatele závodních koní a jachtaře Williama Backhouse Astora Jr.. Byla matkou pěti dětí, včetně Johna Jacoba Astora IV, který zemřel při potopení Titanicu. Během jejího manželství byla prominentní členkou rodiny Astorů a matriarchou mužské rodové linie amerických Astorů.

## Životopis

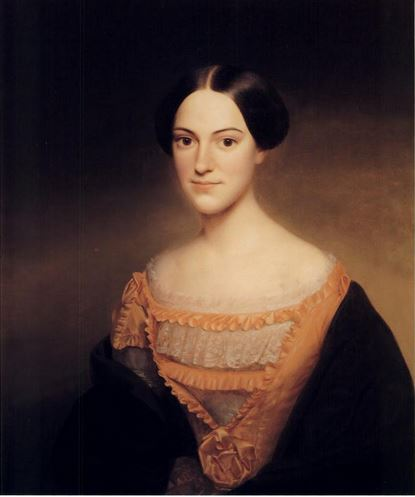
Portrét Caroline Webster Schermerhorn (1860)

### Mládí
Narodila se 22. září 1830 do bohaté rodiny, která patřila mezi newyorskou holandskou šlechtu, potomky původních osadníků. Její otec Abraham Schermerhorn (1783–1850), a širší rodina Schermerhornů se věnovali lodní dopravě. V době, kdy se narodila Lina, měl byznys jejího otce cenu půl milionu dolarů. Její matka byla Helen Van Courtlandt Schermerhorn, rozená White (1792–1881). Lina byla v pořadí jejich deváté dítě. Její starší sestra Elizabeth se provdala za generála Jamese I. Jonese, který vlastnil rozlehlou farmu na horním Manhattanu zvanou Jones's Wood.
V době, kdy se Lina narodila, rodina žila na 1 Greenwich Street, poblíž Bowling Green. Růst populace a rozšiřující se urbanizace dolního Manhattanu ve 30. letech 19. století, rodinu vedly k přestěhování více na sever na 36 Bond Street, poblíž velmi oblíbeného „Lafayette Place”, který vystavěl dědeček jejího budoucího manžela, obchodník s kožešinami, John Jacob Astor.
Lina byla vzdělávána ve škole, kterou vedla francouzská emigrantka paní Bensee. Zde se Lina naučila mluvit plynně francouzsky.

### Sňatek a rodina

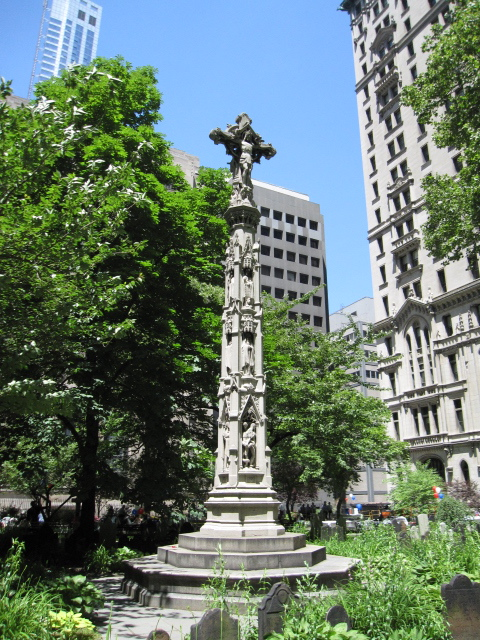
Kenotaf, který nechala vztyčit dcera Carrie

Dne 23. září 1853 si vzala Williama Backhouse Astora Jr. (1829–1892) v kostele Trinity Church. Její manžel byl prostřední syn obchodníka s nemovitostmi Williama Backhouse Astora Sr. a Margaret Alidy Rebeccy Armstrong. Jeho dědeček z otcovy strany byl John Jacob Astor. Prarodiče z matčiny strany byli senátor John Armstrong Jr. a Alida Armstrong rozená Livingston, dcera Roberta Livingstona z rodiny Livingstonů.

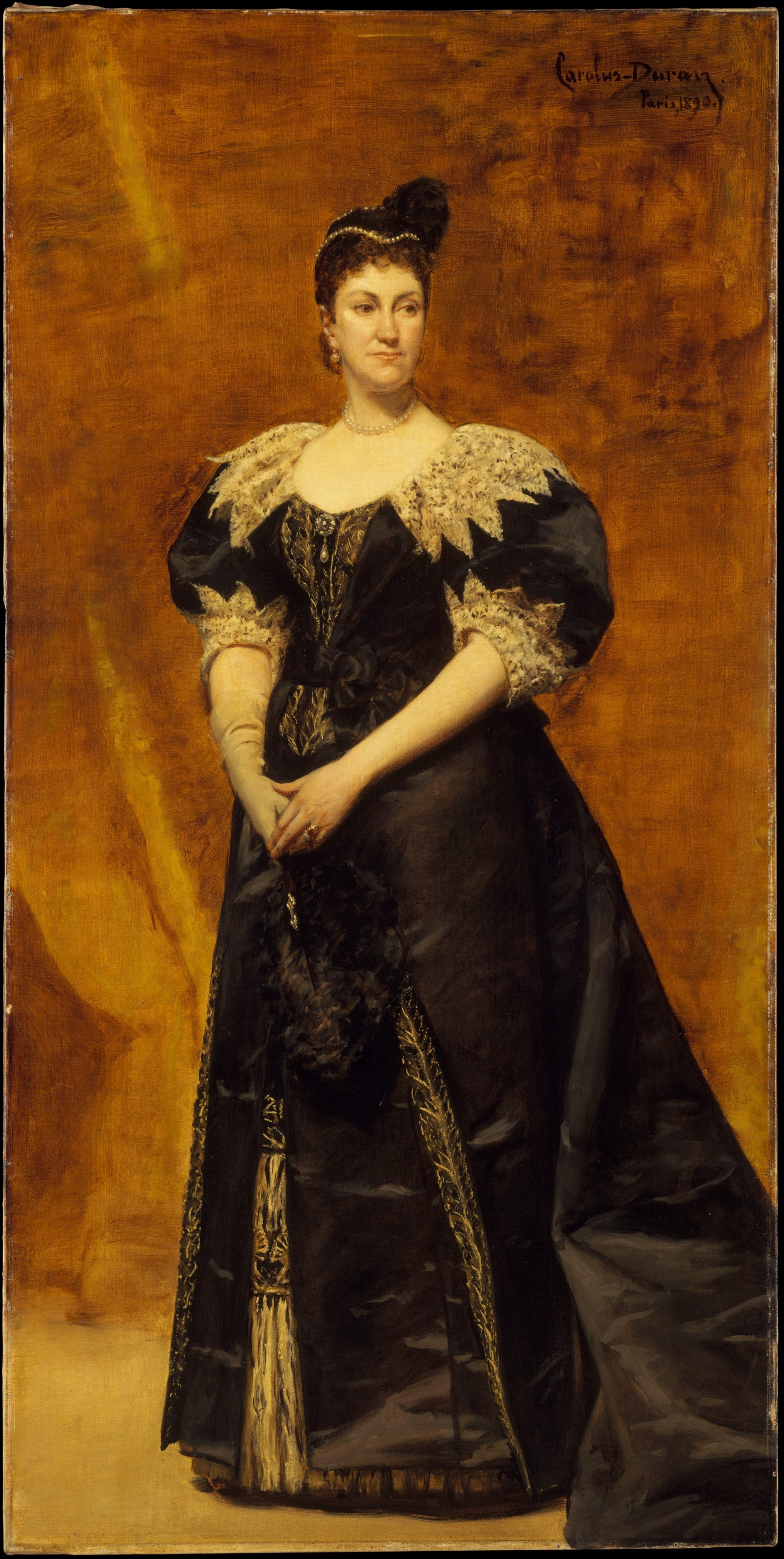
Portrét Mrs. Astor od Caroluse-Durana (1890) namalovaný v Paříži je nyní ve sbírce Metropolitního muzea umění.

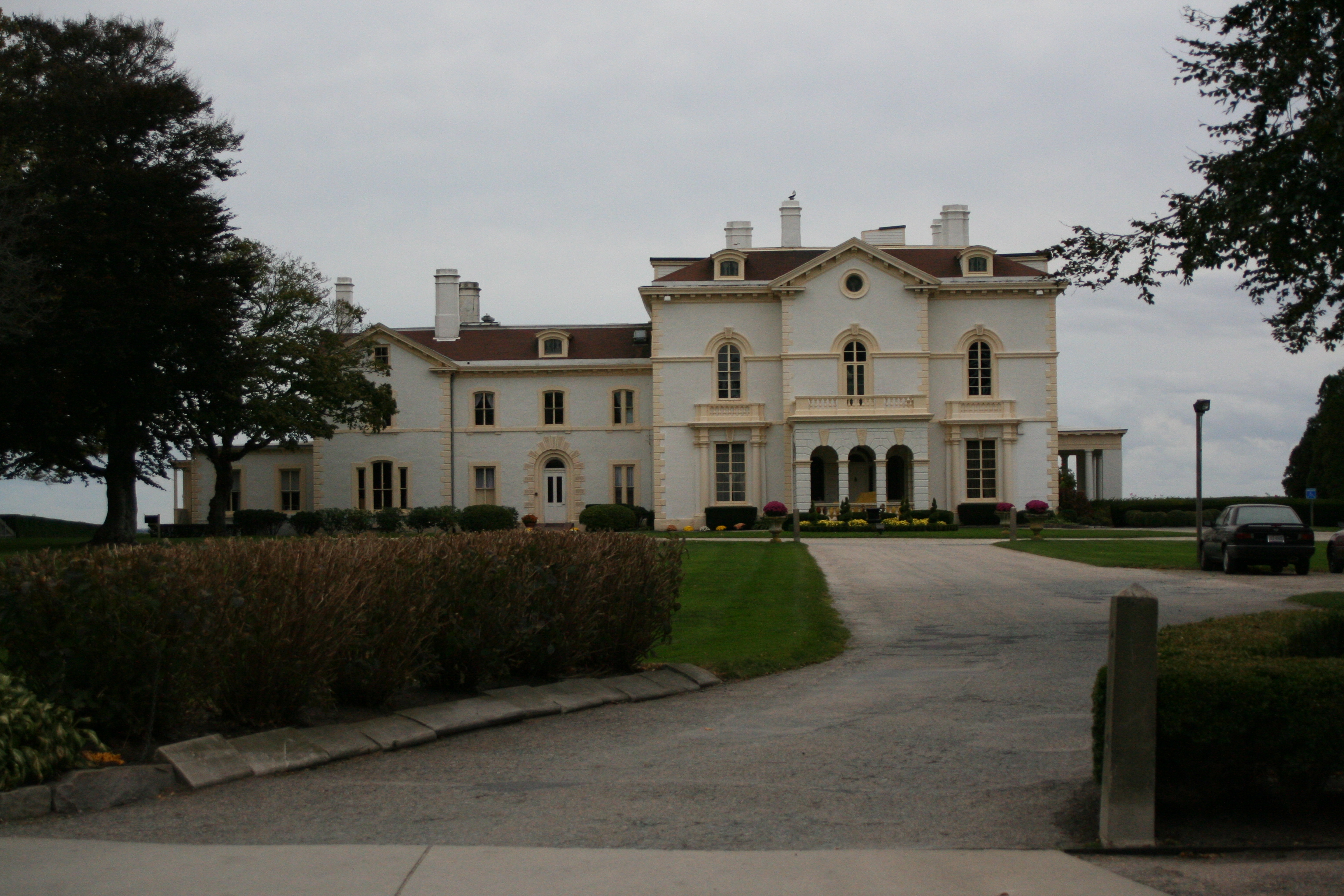
Beechwood, letní sídlo rodiny Astorů v Newportu na Rhode Island

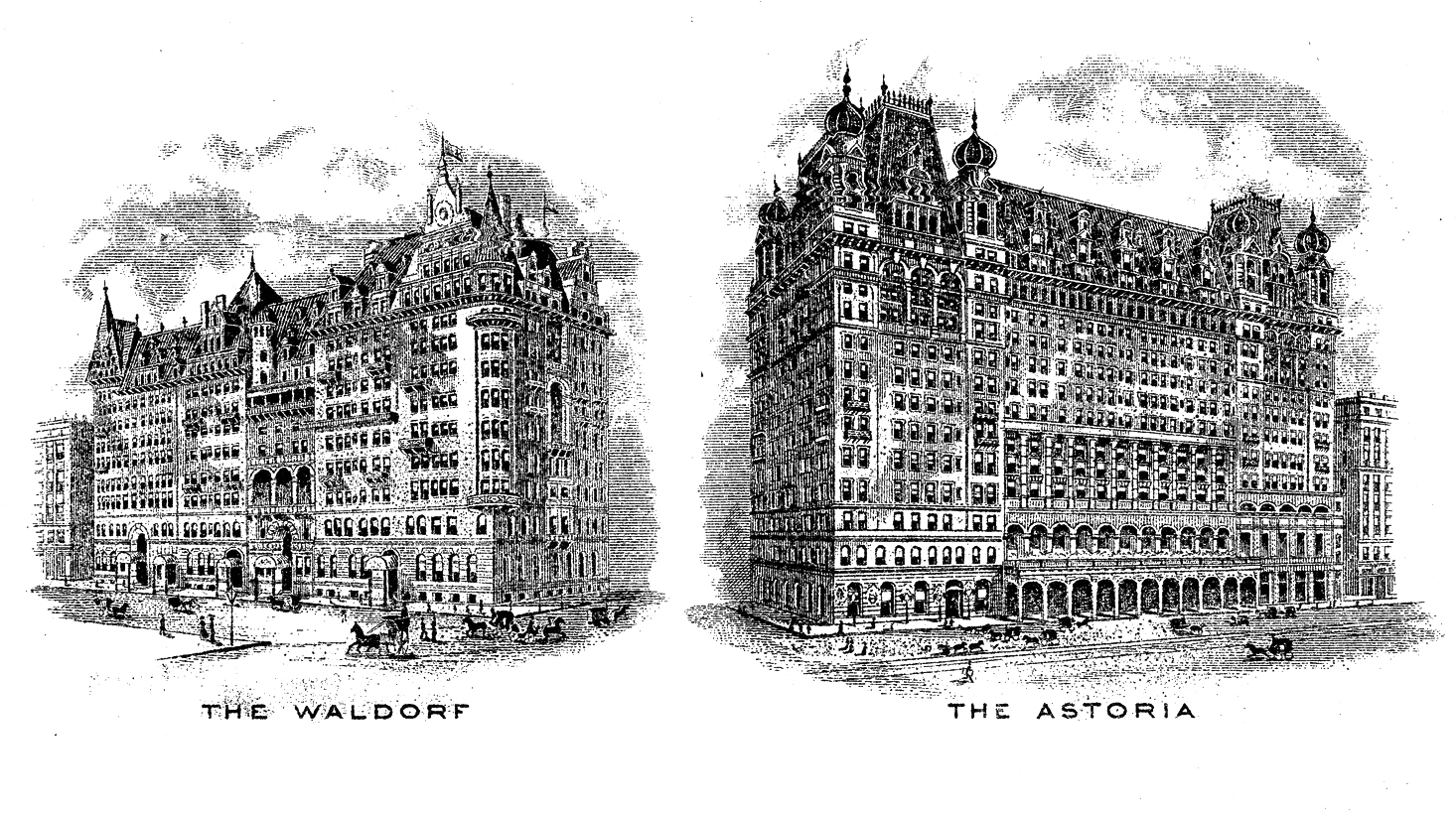
Rytina původních hotelů, kolem roku 1915

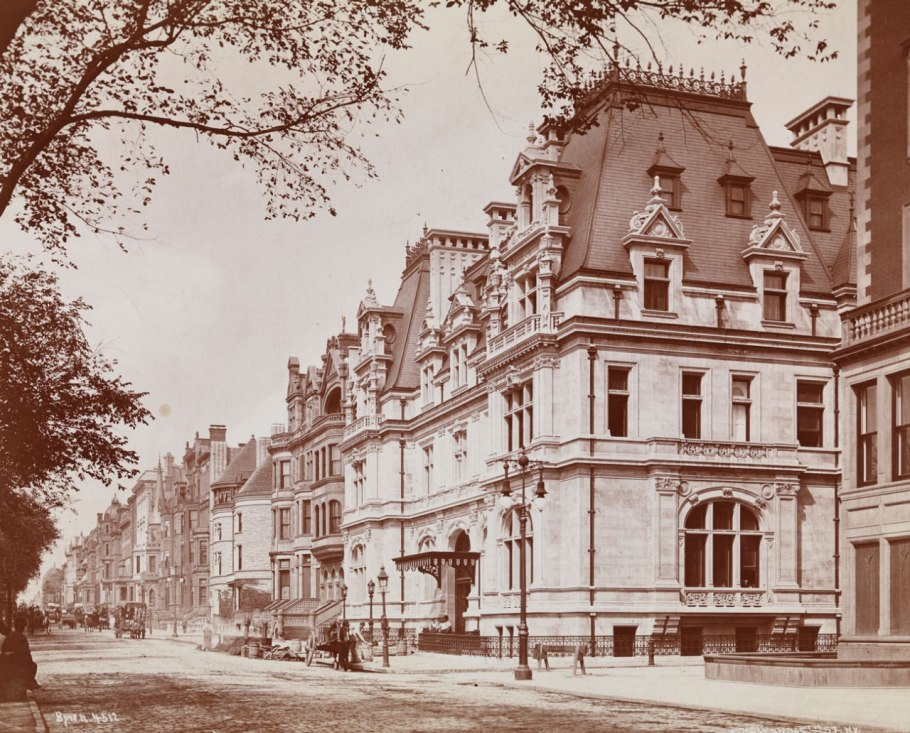
841 Fifth Avenue, Manhattan (1895)

Astorové, rodina jejího manžela, získala bohatství skrze obchodu s kožešinami a později pomocí investic do newyorských nemovitostí. Oproti bohatství rodiny Astorů měla Lina vynikající rodokmen jakožto členka staré rodiny Knickerbockerů.
S manželem měli pět dětí:
- Emily Astor (1854–1881) – provdala se za Jamese Johna Van Alena (1848–1923), sportovce a politika s nímž měla tři děti
- Helen Schermerhorn Astor (1855–1893) – provdala se za Jamese Roosevelt Roosevelta (1854–1927), diplomata a staršího nevlastního bratra budoucího prezidenta Franklina Delano Roosevelta, a měli spolu dvě děti
- Charlotte Augusta Astor (1858–1920) – provdala se za Jamese Colemana Draytona a měli spolu tři děti. Později si vzala George Ogilvy Haiga
- Caroline Schermerhorn „Carrie” Astor (1861–1948) – provdala se za Marshalla Orme Wilsona,[13] bratra bankéře Richarda Thorntona Wilsona, Jr. a v roce 1884 za prominenta Grace Grahama Wilsona s nímž měla dva syny
- John Jacob „Jack” Astor IV (1864–1912) – vzal si Avu Lowle Willing (1868–1958), prominentku s níž měl dvě děti. Později si vzal Medeleine Force (1893–1940), sestru prominentky a obchodnice s realitami Katherine Emmons Force, a měli spolu syna, který se narodil poté, co zemřel při potopění Titanicu

### Prominentka
Ačkoliv je populární představa, že se zcela zabývala především společenskými záležitostmi, několik dekád manželského života se věnovala hlavně výchově dětí a vedení domácnosti, jakožto každá typická žena její třídy v polovině 19. století v New Yorku. Díky dědictví po rodičích měla své vlastní peníze, takže méně závisela na podpoře od svého manžela, než jiné ženy v této době.
V roce 1862 spolu s manželem postavili čtyřpatrový městský dům z tehdy módního hnědého kamene na 350 Fifth Avenue, kde se nyní nachází Empire State Building. Dům byl hned vedle domu staršího bratra jejího manžela, Johna Jacoba Astora III. Obě rodiny spolu sousedily 28 let i přesto, že se obě manželky Astorů neměly v oblibě. Astorové si také drželi velký letní dům v Newportu na Rhode Islandu zvaný Beechwood, v němž byl dostatečně velký taneční sál, schopný pojmout „Čtyři sta” („The 400”) – členy na výsluní společenské smetánky.

### Strážkyně
Během desetiletí, které následovaly po občanské válce rostla téměř exponenciálně a imigranti a bohatí arrivistes ze středozápadu začali být výzvou pro starý dominantní newyorský establishment. S pomocí společenského arbitra Warda McAllistera, jehož bratranec Samuel Cutler Ward se přiženil do rodiny Astorů, se Lina pokusila upravit pravidla řádného chování a etikety a také rozhodnout, kdo je z nově příchozích je hoden přijetí mezi „starou gardu”. Astorové v New Yorku zastávali ochránce tzv. „Starých peněz” a tradice.
McAllister jednou uvedl, že mezi velmi bohatými rodinami Pozlaceného věku v New Yorku bylo pouze 400 lidí, kteří se mohli počítat mězi členy společenské smetánky. On sám, jak je obecně psáno, se mezi ně nepočítal, dle předpokladu založeném na omezené kapacitě tanečního sálu Mrs. Astor (McAllister o ní referoval jako o „Mystické růži”). Nezájem jejího manžela o společenské víření nezastavil, nýbrž povzbudil její rozvíjející se společneské aktivity, které s tím jak její děti rostly nabývaly na intenzitě.
Lina se stala nejpřednější autoritou „aristokracie” New Yorku na konci 19. století. Pořádala okázalé zábavy pro sebe a další členy newyorské elity. Těchto akcí se mohli zúčastnit jen ti, kteří obdrželi její oficiální pozvánku. V jejích společenských kruzích dominovaly silné „aristrokratické” ženy. Tyto společenské setkání se neobešly bez výrazně nápadného luxusu a publicity. Více než samotná setkání byla kladena důležitost na samotnou skupinu, vyšší vrstvu newyorské elity. Lina a její dámy tak zastupovaly aristokratické „Staré peníze”, zatímco nově zbohatlá rodina Vanderbiltů zavedla novou vlnu „Nových peněz”.

### Vztah s Vanderbilty
Vanderbiltové byli členy newyorské společnosti, kteří svůj hojný majetek vydělali, nikoli zdědili. Reprezentovali typ bohatství, který byl pro Mrs. Astor a její skupinu odporný. Z tohoto důvodu se zdráhala styku z ženami Vanderbiltů. Avšak v roce 1883 byla donucena formálně uznat bohatou prominentku Alvu Erskine Smith, první manželku chovatele koní a správce železnic Williama Kissama Vandebilta, čím novozbohatlickým Vanderbiltům poskytla vstupenku do vysoké společnosti New Yorku.
Podle často opakované newyorské legendy, Alva Vanderbilt naplánovala na uvítanou ve svém domě elaborovaný maškarní bál se zábavou pro mladé, o čemž na poslední chvíli uvědomila Caroline Astor (nejmladší dceru Mrs. Astor), která se nemohla zúčastnit, protože se s Vanderbilty nikdy formálně nepředstavila. Je pravděpodobné, že si Mrs. Astor všimla stoupajícího společenského statusu Vanderbiltů, vedených Alvou a Williem, které vnímala jako užitečné spojence v její snaze jak udržet newyorskou společnost exkluzivní. Mrs. Astor vyslala své formální představení krátce před Alviným exklusivním plesem, kterého se sama zúčastnila. Následně byli Vanderbiltové pozvání na každoroční ples pořádaný Astory čímž byli plně akceptováni mezi newyorskou společenskou smetánku.

### Titul „Mrs. Astor”
Do roku 1887 byla Lina Astor formálně známá jako „Mrs. William Astor”, ale po smrti Charlotte Agusty Gibbes téhož roku, zkrátila svůj formální titul na „Mrs. Astor”, neboť byla poslední starší Mrs. Astor své generace. Charlottin syn William Waldorf Astor měl pocit, že by tento titul měl náležet jeho manželce Mary „Mamie” Dahlgren Paul. Po smrti Johna Jacoba Astora III v roce 1890, William Waldorf Astor zdědil podíl svého otce z majetku Astorů a titulárně se stal hlavou rodiny. Tím se v jeho očích Mamie stala hlavní Mrs. Astor, ačkoli Mamie byla o osmnáct let mladší než Lina a chyběla jí Linino mocenské postavení ve společnosti.
Williamovy další pokusy zpochybnit Linino prvenství v newyorské společnosti však byly zmařeny a brzy se s rodinou přestěhoval do Anglie, kde se později stal vikomtem.

### Hotel Waldorf-Astoria
Jako odplatu za neústupnost své tety, nechal William Waldorf Astor strhnout dům svého otce a místo něj vznikl první Hotel Waldorf. Hotel byl speciálně navržen, aby zastínil sídlo Mrs. Astor, které bylo hned vedle, což byla také snaha jak zastínit i její společenský status. Hotel Waldorf, který připomínal německý renesanční zámek měl třináct pater, čímž zastínil prakticky všechny budovy v okolí. Mrs. Astor o hotelu prohlásila: „Vedle je glorifikovaná hospoda.”
Dokud opulentnost Hotelu Waldorf nezměnil způsob veřejného života v New Yorku, zdvořilá společnost se nescházela na veřejných místech, zejména v hotelech. Mrs. Astor nebyla ochotná žít vedle poslední newyorské senzace. Spolu se synem Jackem nejdříve přemýšleli, že by dům nechali zbourat a vystavět místo něj stáje. Nakonec nechali dům zbourat a na jeho místě vystavit další hotel – Astoria. Brzy se oba hotely spojily a vznikl hotel Waldorf Astoria. Kromě hotelu Astorovi zbudovali dvojité sídlo, jedno z největších, které byly v New Yorku vystavěny. Mrs. Astor sídlila v severní residenci na 841 Fifth Avenue a její syn v jižní polovině na 840 Fifth Avenue.
Sídlo Astorových na Fifth Avenue i Hotel Astoria byly oba nakonec strženy, aby v letech 1927 a 1928 ustoupily nové výstavbě synagoze Temple Emanu-El a Empire State Building.

### Smrt
Po smrti svého manžela žila se synem a jeho rodinou. Posledních několik let života trpěla periodickou demencí. Zemřela ve věku 78 let 30. října 1908 a byla pohřbena na hřbitově kostela Trinity Church.
Její nejmladší dcera Carrie nechala na její počest na hrobě vztyčit 11,9 m vysoký kenotaf. Nachází na malém hřbitovním hřbitově na křižovatce Broadway a Wall Street, kde je pohřbeno mnoho prominentních Američanů. Po smrti Mrs. Astor údajně bylo třeba tří žen, aby zastaly její roli v newyorské společnosti – Marion Graves Anthon Fish, manželka Stuyvesanta Fishe, Theresa Fair Oelrichs, manželka Hermanna Oelrichse a Alva Belmont, manželka Olivera Belmonta.

## V kultuře
- Mrs. Astor ztvárnila herečka Donna Murphy v televizním seriálu Pozlacený věk, který byl poprvé uveden v lednu 2022 na HBO.[33]